# Liste der Naturdenkmale in Schönheide
Die Liste der Naturdenkmale in Schönheide nennt die Naturdenkmale in Schönheide im sächsischen Erzgebirgskreis.

## Definition
„Naturdenkmäler sind rechtsverbindlich festgesetzte Einzelschöpfungen der Natur oder entsprechende Flächen bis zu fünf Hektar, deren besonderer Schutz erforderlich ist
1. aus wissenschaftlichen, naturgeschichtlichen oder landeskundlichen Gründen oder
2. wegen ihrer Seltenheit, Eigenart oder Schönheit.“

„§ 18 – Naturdenkmäler – (zu § 28 BNatSchG)
(1) Die Erklärung nach § 22 Abs. 1 BNatSchG von Teilen von Natur und Landschaft als Naturdenkmal erfolgt durch Rechtsverordnung oder Einzelanordnung.
(2) Über § 28 Abs. 1 BNatSchG hinaus können Naturdenkmäler zur Sicherung von Lebensgemeinschaften oder Lebensstätten von im Bestand gefährdeten oder streng geschützten Arten festgesetzt werden.“

## Liste
Link zu einem Kartenansichtstool, um Koordinaten zu setzen.
| Bild                          | Bezeichnung             | Lage                                                                                | Beschreibung                                                                                 | Datum                                                         | Nummer     |
| ----------------------------- | ----------------------- | ----------------------------------------------------------------------------------- | -------------------------------------------------------------------------------------------- | ------------------------------------------------------------- | ---------- |
| mehr Fotos \| Fotos hochladen | Heinzwinkel             | Schönheide Heinzwinkel, südwestlich der Ortslage (50° 29′ 53,2″ N, 12° 30′ 37,1″ O) | * Fläche: ca. 43271 m²                                                                       | Verordnung des Landkreises Aue-Schwarzenberg vom 19. 11. 1999 | 364.23-225 |
| BW                            | Schlierengang           | Schönheide an der Eibenstocker Straße (50° 30′ 13,8″ N, 12° 33′ 33″ O)              | * Fläche: ca. 24,50 m²                                                                       | Beschluss des Rates des Kreises Aue Nr. 139 vom 24. 11. 1958  | 364.23-228 |
| mehr Fotos \| Fotos hochladen | Schönheider Wappeneiche | Schönheide Marktplatz (50° 30′ 13″ N, 12° 32′ 9″ O)                                 | - Alter: ca. 250 (Stand: 1999) Jahre - Höhe: 22 m - Umfang: 3,11 m - Kronendurchmesser: 17 m |                                                               |            |